# Tour de France 2024/9. Etappe
Die 9. Etappe der Tour de France 2024 fand am 7. Juli 2024 statt. Sie führte die 111. Austragung des französischen Etappenrennens über mehrere Schotter-Sektoren, die als Chemin Blanc bezeichnet werden. Als Start und Zielort der 199 Kilometer langen Strecke diente Troyes. Insgesamt mussten 14 Schotter-Passagen befahren werden, die 32,2 Kilometer der Etappendistanz ausmachten. Nach der Etappe hatten die Fahrer 1523,4 Kilometer absolviert, was 43,56 % der Gesamtdistanz entspricht. Im Anschluss an die 9. Etappe wurde der 1. Ruhetag am 8. Juli 2024 in Orléans abgehalten.
Den Etappensieg sicherte sich der Franzose Anthony Turgis (TotalEnergies) im Sprint der Ausreißergruppe vor Thomas Pidcock (Ineos Grenadiers) und Derek Gee (Israel-Premier Tech). Tadej Pogačar (UAE Team Emirates) verteidigte das Gelbe Trikot.

## Streckenverlauf
Der neutralisierte Start erfolgte in Troyes auf der Rue de la République unweit des La Fontaine Argence. Vorbei an der Église Saint-Rémy und dem Rathaus ging es zum Place de la Libération, ehe die Fahrer entlang des Canal du Trévois in Richtung Süden fuhren und im Anschluss der Seine bis kurz vor dem Stade de l’Aube folgten. Auf der D619 ging es durch Saint-Parres-aux-Tertres, bevor das Rennen nach acht Kilometern kurz vor Thennelières auf der Voie de Champigny freigegeben wurde.
Nach dem offiziellen Start führte die Strecke in den Regionalen Naturpark Forêt d’Orient. Zwischen dem Lac du Temple und Lac d’Orient ging es nach Vendeuvre-sur-Barse, ehe kurz darauf bei Kilometer 47,3 der erste Schotter-Sektor erreicht wurde. Dieser trägt den Namen Bligny au Bergères, ist 2000 Meter lang und wurde mit der geringsten Schwierigkeitsstufe (1 Stern) klassifiziert. Im Anschluss erfolgte die Auffahrt auf die Côte de Bergères (335 m), die als Bergwertung der 4. Kategorie galt und nach 51,7 Kilometern überquert wurde. Nachdem Bar-sur-Aube erreicht wurde, drehte die Fahrtrichtung gen Süden und es folgte der Sektor von Baroville, der mit 3 Sternen der höchsten Schwierigkeitsstufe zugeordnet wurde. Er verlief leicht ansteigend und bildete den Einstieg in die Côte de Baroville (363 m), die nach 69,6 Kilometern erreicht wurde. Nachdem auf dem höchsten Punkt eine Bergwertung der 4. Kategorie abgenommen wurde, folgte ein längerer Abschnitt ohne Schotter-Sektoren. Dafür wurde bei Kilometer 83,5 ein Zwischensprint in Fontette ausgefahren. Bei Essoyes begann eine Serie von drei Schotter-Sektoren, die innerhalb von wenigen Kilometer befahren wurden. Den Auftakt machte der 2-Sterne-Sektor Hautes Forêts, ehe die beiden 3-Sterne-Sektoren von Polisy à Celles-sur-Ource und Loches-sur-Ource à Chacenay folgten. Die letzten beiden beinhalteten mit der Côte de Val Frion und Côte de Chacenay jeweils eine Bergwertung der 4. Kategorie, die bei den Kilometern 107,5 bzw. 121,2 überquert wurden. Im Anschluss fanden auch die Abfahrten der Anstiege auf Schotter-Straßen statt. Weiters war der Sektor 10 (Loches-sur-Ource à Chacenay) mit 4200 Metern der längste der Etappe. Nach dem Abschnitt Plateau de la Côte des Bar wurde nach 140,8 Kilometern mit Thieffrain à Magnant (Sektor 8) der letzte 3-Sterne-Sektor befahren. Kurz darauf folgte mit dem Sektor Briel-sur-Barse ein weiterer Schotter-Abschnitt.
Auf den letzten 33,3 Kilometern mussten die verbliebenen sechs Schotter-Sektoren befahren werden. Die ersten vier (Ru de Paradis, Fresnoy-le-Château à Clérey, Verrières und Daudes) wurden jedoch mit nur einem Stern bewertet und waren kürzer als 2000 Meter. Nach dem vorletzten Sektor (Montaulin à Rouilly-Saint-Loup) wurde der letzte Schotter-Abschnitt von Saint-Parres-aux-Tertres erst 9,6 Kilometer vor dem Ziel erreicht. Er war 3000 Meter lang und galt ebenso wie die vorletzte Schotter-Passage als 2-Sterne-Sektor. Die letzten 6,5 Kilometer führten asphaltiert zurück nach Troyes. Der Zielstrich befand sich auf dem Boulevard du 1er R.A.M. Rund 250 Meter vor dem Ziel musste ein Kreisverkehr durchfahren werden.
|                            | Ort                              | Kilometer | Länge (km) | Höhe (m) bzw. Schwierigkeit | Ø Steigung | max. Steigung |
| -------------------------- | -------------------------------- | --------- | ---------- | --------------------------- | ---------- | ------------- |
| neutralisierter Start      | Troyes (Rue de la République)    |           |            |                             |            |               |
| offizieller Start          | Thennelières (Voie de Champigny) | 0,0       |            |                             |            |               |
| Sektor 14                  | Bligny à Bergères                | 47,3      | 2,0        | ★                           |            |               |
| Bergwertung (4. Kategorie) | Côte de Bergères                 | 51,7      | 1,7        | 335                         | 5,2 %      |               |
| Sektor 13                  | Baroville                        | 67,0      | 1,2        | ★★★                         |            |               |
| Bergwertung (4. Kategorie) | Côte de Baroville                | 69,6      | 2,8        | 363                         | 4,8 %      |               |
| Zwischensprint             | Fontette                         | 83,5      |            |                             |            |               |
| Sektor 12                  | Hautes Forêts                    | 96,8      | 1,5        | ★★                          |            |               |
| Sektor 11                  | Polisy à Celles-sur-Ource        | 105,2     | 3,4        | ★★★                         |            |               |
| Bergwertung (4. Kategorie) | Côte de Val Frion                | 107,5     | 2,2        | 280                         | 5 %        |               |
| Sektor 10                  | Loches-sur-Ource à Chacenay      | 118,6     | 4,2        | ★★★                         |            |               |
| Bergwertung (4. Kategorie) | Côte de Chacenay                 | 121,2     | 3,0        | 314                         | 4,3 %      |               |
| Sektor 9                   | Plateau de la Côte des Bar       | 131,9     | 2,2        | ★                           |            |               |
| Sektor 8                   | Thieffrain à Magnant             | 140,8     | 3,9        | ★★★                         |            |               |
| Sektor 7                   | Briel-sur-Barse                  | 151,9     | 2,2        | ★                           |            |               |
| Sektor 6                   | Ru de Paradis                    | 165,7     | 1,2        | ★                           |            |               |
| Sektor 5                   | Fresnoy-le-Château à Clérey      | 169,0     | 1,8        | ★                           |            |               |
| Sektor 4                   | Verrières                        | 175,0     | 1,5        | ★                           |            |               |
| Sektor 3                   | Daudes                           | 178,0     | 1,9        | ★                           |            |               |
| Sektor 2                   | Montaulin à Rouilly-Saint-Loup   | 182,3     | 2,2        | ★★                          |            |               |
| Sektor 1                   | Saint-Parres-aux-Tertres         | 189,4     | 3,0        | ★★                          |            |               |
| Ziel                       | Troyes (Boulevard du 1er R.A.M.) | 199,0     |            |                             |            |               |

## Rennverlauf
Frühe Rennphase
Nachdem das Rennen freigegeben worden war, kam es zu zahlreichen Angriffen, da viele Mannschaften einen Fahrer in der Ausreißergruppe positionieren wollten. Nach rund sieben Kilometern setzten sich mit Derek Gee (Israel-Premier Tech), Neilson Powless (EF Education-EasyPost), Romain Grégoire (Groupama-FDJ), Paul Lapeira (Decathlon AG2R La Mondiale) und Jarrad Drizners (Lotto Dstny) fünf Fahrer vom Hauptfeld ab. Die Gruppe behauptete sich für längere Zeit, wobei es weiterhin zu Angriffen im Hauptfeld kam. Insbesondere das Movistar Team sorgte dafür, dass die Spitzengruppe keinen großen Vorsprung herausfahren konnte. Nach rund 35 Kilometern wurden die Ausreißer eingeholt und es formierte sich eine neue Spitzengruppe, in der mit Derek Gee, Javier Romo, Oier Lazkano (beide Movistar), Maxim Van Gils (Lotto Dstny), Neilson Powless, Alexei Luzenko (Astana Qazaqstan), Jasper Stuyven (Lidl-Trek), Gianni Vermeersch (Alpecin-Deceuninck), Anthony Turgis (TotalEnergies) und Elmar Reinders (Jayco AlUla) zehn Fahrer vertreten waren. Die Gruppe erreichte den ersten Sektor mit einem Vorsprung von rund 20 Sekunden, während im Hauptfeld die Mannschaften der Gesamtklassement-Fahrer das Kommando übernahmen. Dennoch lösten sich zunächst mit Alex Aranburu (Movistar) und Axel Zingle (Cofidis) zwei weitere Fahrer vom Peloton, ehe es nach dem ersten Schotter-Abschnitt zu einer Reihe von weiteren Angriffen kam. Mit Ben Healy (EF Education-EasyPost) und Thomas Pidcock (Ineos Grenadiers) schafften jedoch nur zwei weitere Fahrer den Sprung in die Spitzengruppe, in der nun 14 Fahrer vertreten waren. Um seinen Teamkollegen auf den letzten Metern zu unterstützen, ließ sich Neilson Powless kurzzeitig zu Ben Healy und Thomas Pidcock zurückfallen, ehe er selbst dem Tempo der Ausreißer im zweiten Schotter-Sektor nicht mehr folgen konnte. Weiters fiel auch Elmar Reinders zurück, wodurch 120 Kilometer vor dem Ziel nur zwölf Fahrer an der Spitze verblieben. Die ersten beiden Bergwertungen auf der Côte de Bergères und Côte de Baroville hatten sich unterdessen Gianni Vermeersch und Alex Aranburu gesichert.
Erste Selektion am zweiten Sektor
Im Hauptfeld sorgte der zweite Sektor von Baroville für eine erste Selektion. Aufgrund der engen und steilen Auffahrt kamen die Fahrer im hinteren Teil des Feldes zum Stillstand, wodurch manche Fahrer gezwungen waren, die erste Rampe zu Fuß zurückzulegen. Am Ende des Sektors zeigte sich, dass der Gesamtvierte Primož Roglič (Red Bull–Bora–Hansgrohe) den Kontakt zum Hauptfeld verloren hatte, in dem sich nur noch rund 30 Fahrer befanden. Der Slowene befand sich mit einem Rückstand von rund 30 Sekunden in einer abgehängten Gruppe, in der auch der Gesamtfünfte Juan Ayuso vertreten war. Noch weiter dahinter lagen Santiago Buitrago (Bahrain Victorious) und Felix Gall (Decathlon AG2R La Mondiale), der zwischen dem ersten und zweiten Sektor zu Sturz gekommen war. Nun hielten das Team Visma-Lease a Bike und die Soudal Quick-Step-Mannschaft das Tempo hoch und erschwerten Primož Roglič und seinen Teamkollegen, die Lücke zu schließen. Erst nach rund 15 Kilometern konnte die Gruppe um Primož Roglič den Kontakt zum Hauptfeld wieder herstellen. Unterdessen hatte die Ausreißergruppe mit einem Vorsprung von eineinhalb Minuten den Zwischensprint passiert. Die meisten Punkte sicherte sich dabei der Franzose Anthony Turgis vor dem Movistar-Duo Javier Romo und Oier Lazkano.
Platten bei Vingegaard im dritten Sektor
Nachdem sich die Rennsituation wieder beruhigt hatte, erreichten die Ausreißer den dritten Sektor mit einem Vorsprung von etwas mehr als einer Minute. Im Hauptfeld forcierte das UAE Team Emirates um den gesamtführenden Tadej Pogačar das Tempo, wodurch sich das Fahrerfeld auf der Schotterstraße in die Länge zog. Am Ende des dritten Sektors musste Jonas Vingegaard (Visma-Lease a Bike) aufgrund eines Platten anhalten. Der Däne nahm jedoch das Rad seines Teamkollegen Jan Tratnik und musste so nicht auf seinen Mannschaftswagen warten, der weit hinter dem Fahrerfeld zurücklag. Nachdem auch Alex Aranburu aus der Spitzengruppe zurückgefallen war, führte Alexei Luzenko über die Côte de Val Frion, wobei der Vorsprung der Ausreißer auf weniger als eine Minute gesunken war. In der anschließenden Abfahrt forcierte Tadej Pogačar das Tempo und setzte sich kurzzeitig gemeinsam mit Remco Evenepoel (Soudal Quick-Step), Matteo Jorgenson und Christophe Laporte (Visma-Lease a Bike) vom Hauptfeld ab. Das Quartett ließ sich jedoch bald wieder einholen und es kehrte erneut etwas Ruhe im Peloton ein.
Remco Evenepoel greift im fünften Sektor an
Der fünfte Sektor (Sektor 10) führte zur Côte de Chacenay, die die letzte Bergwertung des Tages markierte. In einem kurzen, steilen Abschnitt griff Remco Evenepoel 77 Kilometer vor dem Ziel an und konnte rasch eine kleine Lücke herausfahren. Der Belgier versuchte im Anschluss als Solist zu der Spitzengruppe aufzuschließen, deren Vorsprung nur noch wenige Sekunden betrug. Auf einem anschließenden flacheren Abschnitt griff auch Tadej Pogačar an und schloss mit Jonas Vingegaard an seinem Hinterrad zu Remco Evenepoel auf. Das Trio holte kurz darauf die Ausreißergruppe ein, während das stark reduzierte Hauptfeld bereits 20 Sekunden zurücklag. Die drei Erstplatzierten der Gesamtwertung ließen sich jedoch wenig später wieder zurückfallen, da Jonas Vingegaard in der Spitzengruppe keine Führungsarbeit leistete. Nachdem es an der Spitze des Rennens kurzzeitig zum Stillstand gekommen war, griff Derek Gee an und löste sich gemeinsam mit Ben Healy, Thomas Pidcock, Alexei Luzenko und Jasper Stuyven. Die anderen Fahrer der ursprünglichen Ausreißergruppe verpassten den Anschluss zu ihren ehemaligen Fluchtgefährten und versuchten auf den anschließenden Kilometern die Lücke wieder zu schließen, was jedoch nur Alex Aranburu, Javier Romo und Anthony Turgis gelang.
Eine weitere Gruppe löst sich vom Peloton
Rund 70 Kilometer vor dem Ziel kehrte erneut Ruhe im Peloton ein, das erneut auf rund 50 Fahrer angewachsen war. Nach weiteren flachen Schotter-Sektoren kam Alexander Wlassow (Red Bull–Bora–Hansgrohe) rund 50 Kilometer vor dem Ziel in einer flachen Abfahrt zu Sturz und fiel bei hoher Geschwindigkeit in den anliegenden Straßengraben. Der Russe, der als wichtiger Helfer von Primož Roglič fuhr, konnte das Rennen jedoch fortsetzen. 43 Kilometer vor dem Ziel lösten sich die Klassiker-Spezialisten Mathieu van der Poel (Alpecin-Deceuninck), Biniam Girmay (Intermarché-Wanty), Michael Matthews (Jayco AlUla) und Rasmus Tiller (Uno-X Mobility), sowie Rui Costa (EF Education-Easy Post), Jakob Fuglsang (Israel-Premier Tech) und David Gaudu (Groupama-FDJ) vom Hauptfeld und versuchten die Lücke von rund einer Minute zu den Ausreißern zu schließen. Die Gruppe harmonierte jedoch nicht gut und behielt ihren Rückstand bei, während das Peloton deutlich an Zeit verlor.
Tadej Pogačar greift auf den letzten Sektoren an
Während die Spitzengruppe ihren Vorsprung von rund einer Minute auf die erste Verfolgergruppe hielt, erreichte das Hauptfeld den Sektor 4 mit einem Rückstand von etwa zwei Minuten. Nun griff Tadej Pogačar an, wobei ihm nur Matteo Jorgenson folgen konnte. Mit einer kleinen Lücke folgten Christophe Laporte und Jonas Vingegaard, der Probleme hatte, das Hinterrad seines Teamkollegen zu halten. Nach dem Ende des Sektors hatte Tadej Pogačar rund 20 Kilometer vor dem Ziel einen kleinen Vorsprung herausfahren können und nahm im Anschluss den Sektor 3 in Angriff. Matteo Jorgenson führte Jonas Vingegaard jedoch an den Slowenen heran, der das Tempo weiter hoch hielt. Dahinter hatte sich mit einem Abstand von wenigen Sekunden eine kleine Gruppe formiert, in der mit Remco Evenepoel, Juan Ayuso, João Almeida (beide UAE Team Emirates) und dem nun ebenfalls abgehängten Christophe Laporte vier Fahrer vertreten waren. Da Matteo Jorgenson und Jonas Vingegaard sich weigerten, Tadej Pogačar bei der Tempoarbeit zu unterstützen, schlossen sich die beiden Gruppen nach dem Schotter-Abschnitt wieder zusammen, ehe weitere Fahrer in die Gruppe um das Gelbe Trikot zurückkehrten. Auf den letzten beiden Sektoren forcierte Tadej Pogačar das Tempo erneut, wobei er keine weitere Selektion herbeiführen konnte.
Entscheidung
Da die Gruppe um den Weltmeister Mathieu van der Poel die Lücke zu der Spitzengruppe nicht schließen hatte können, fiel die Entscheidung um den Etappensieg aus der frühen Ausreißergruppe. Nachdem es zu den ersten Angriffen gekommen war, löste sich der Belgier Jasper Stuyven zwölf Kilometer vor dem Ziel von seinen Fluchtgefährten und absolvierte den letzten Schottersektor als Solist. Er konnte einen Vorsprung von rund 10 Sekunden herausfahren, wurde jedoch auf dem letzten Kilometer wieder eingeholt. Mit späten Vorstößen versuchten sich Ben Healy und Alexei Luzenko abzusetzen, was ihnen jedoch nicht gelang. Im Sprint setzte sich schlussendlich der Franzose Anthony Turgis vor Thomas Pidcock und Derek Gee durch. Die Gruppe um Mathieu van der Poel erreichte das Ziel mit einem Rückstand von einer Minute und 17 Sekunden, wobei sich Biniam Girmay als Neunter acht Punkte im Kampf um die Punktewertung sicherte. Das Hauptfeld um den gesamtführenden Tadej Pogačar überquerte den Zielstrich mit einem Rückstand von einer Minute und 46 Sekunden.
Trotz der zahlreichen Ereignisse führte die 9. Etappe schlussendlich zu keinen großen Veränderungen in der Gesamtwertung. Einzig Derek Gee, der das Ziel in der Spitzengruppe erreichte, schob sich auf den neunten Gesamtrang und verdrängte so Alexander Wlassow aus den Top 10. Tadej Pogačar lag weiterhin 33 Sekunden vor Remco Evenepoel, der die Führung in der Nachwuchswertung verteidigte. Der Vorjahressieger Jonas Vingegaard lag mit einer Minute und 15 Sekunden Rückstand auf dem dritten Gesamtrang. Auch der Gesamtvierte Primož Roglič büßte keine Zeit ein, obwohl er mehrmals abgehängt worden war. In der Punktewertung baute Biniam Girmay seinen Vorsprung auf 96 Punkte aus, während Jonas Abrahamsen (Uno-X Mobility) die Führung in der Bergwertung verteidigte. Da UAE Team Emirates führte nach wie vor die Mannschaftswertung an. Jasper Stuyven wurde nach seinem missglückten Ausreißversuch zum kämpferischsten Fahrer gewählt, ehe alle 173 gestarteten Fahrer das Ziel erreichten.

## Ergebnis
| \| Etappenergebnis \| Etappenergebnis \| Etappenergebnis \| Etappenergebnis \| Etappenergebnis \| \| Fahrer \| Fahrer \| Land \| Team \| Zeit \| \| --------------- \| ---------------- \| ---------------------- \| --------------------- \| --------------- \| \| 1. \| Anthony Turgis \| Frankreich \| TotalEnergies \| 4 h 19 min 43 s \| \| 2. \| Thomas Pidcock \| Vereinigtes Königreich \| Ineos Grenadiers \| + 0 s \| \| 3. \| Derek Gee \| Kanada \| Israel-Premier Tech \| + 0 s \| \| 4. \| Alex Aranburu \| Spanien \| Movistar Team \| + 0 s \| \| 5. \| Ben Healy \| Irland \| EF Education-EasyPost \| + 2 s \| \| 6. \| Alexei Luzenko \| Kasachstan \| Astana Qazaqstan Team \| + 2 s \| \| 7. \| Javier Romo \| Spanien \| Movistar Team \| + 12 s \| \| 8. \| Jasper Stuyven \| Belgien \| Lidl-Trek \| + 18 s \| \| 9. \| Biniam Girmay \| Eritrea \| Intermarché-Wanty \| + 1 min 17 s \| \| 10. \| Michael Matthews \| Australien \| Team Jayco AlUla \| + 1 min 17 s \| |                  |                        |                       |                 |
| |                  |                        |                       |                 |
| Quellen: ProCyclingStats Cycling Quotient |                  |                        |                       |                 |
| Etappenergebnis |                  |                        |                       |                 |
| Fahrer | Fahrer           | Land                   | Team                  | Zeit            |
| 1. | Anthony Turgis   | Frankreich             | TotalEnergies         | 4 h 19 min 43 s |
| 2. | Thomas Pidcock   | Vereinigtes Königreich | Ineos Grenadiers      | + 0 s           |
| 3. | Derek Gee        | Kanada                 | Israel-Premier Tech   | + 0 s           |
| 4. | Alex Aranburu    | Spanien                | Movistar Team         | + 0 s           |
| 5. | Ben Healy        | Irland                 | EF Education-EasyPost | + 2 s           |
| 6. | Alexei Luzenko   | Kasachstan             | Astana Qazaqstan Team | + 2 s           |
| 7. | Javier Romo      | Spanien                | Movistar Team         | + 12 s          |
| 8. | Jasper Stuyven   | Belgien                | Lidl-Trek             | + 18 s          |
| 9. | Biniam Girmay    | Eritrea                | Intermarché-Wanty     | + 1 min 17 s    |
| 10. | Michael Matthews | Australien             | Team Jayco AlUla      | + 1 min 17 s    |

## Gesamtstände
| \| Gesamtwertung \| Gesamtwertung \| Gesamtwertung \| Gesamtwertung \| Gesamtwertung \| \| Fahrer \| Fahrer \| Land \| Team \| Zeit \| \| ------------- \| ---------------- \| ------------------ \| -------------------------- \| ---------------- \| \| 1. \| Tadej Pogačar \| Slowenien \| UAE Team Emirates \| 35 h 42 min 42 s \| \| 2. \| Remco Evenepoel \| Belgien \| Soudal Quick-Step \| + 33 s \| \| 3. \| Jonas Vingegaard \| Dänemark \| Team Visma \\| Lease a Bike \| + 1 min 15 s \| \| 4. \| Primož Roglič \| Slowenien \| Red Bull-Bora-Hansgrohe \| + 1 min 36 s \| \| 5. \| Juan Ayuso \| Spanien \| UAE Team Emirates \| + 2 min 16 s \| \| 6. \| João Almeida \| Portugal \| UAE Team Emirates \| + 2 min 17 s \| \| 7. \| Carlos Rodríguez \| Spanien \| Ineos Grenadiers \| + 2 min 31 s \| \| 8. \| Mikel Landa \| Spanien \| Soudal Quick-Step \| + 3 min 35 s \| \| 9. \| Derek Gee \| Kanada \| Israel-Premier Tech \| + 4 min 02 s \| \| 10. \| Matteo Jorgenson \| Vereinigte Staaten \| Team Visma \\| Lease a Bike \| + 4 min 03 s \| |                  |                    |                            |                  |
| |                  |                    |                            |                  |
| Quellen: ProCyclingStats Cycling Quotient |                  |                    |                            |                  |
| Gesamtwertung |                  |                    |                            |                  |
| Fahrer | Fahrer           | Land               | Team                       | Zeit             |
| 1. | Tadej Pogačar    | Slowenien          | UAE Team Emirates          | 35 h 42 min 42 s |
| 2. | Remco Evenepoel  | Belgien            | Soudal Quick-Step          | + 33 s           |
| 3. | Jonas Vingegaard | Dänemark           | Team Visma \| Lease a Bike | + 1 min 15 s     |
| 4. | Primož Roglič    | Slowenien          | Red Bull-Bora-Hansgrohe    | + 1 min 36 s     |
| 5. | Juan Ayuso       | Spanien            | UAE Team Emirates          | + 2 min 16 s     |
| 6. | João Almeida     | Portugal           | UAE Team Emirates          | + 2 min 17 s     |
| 7. | Carlos Rodríguez | Spanien            | Ineos Grenadiers           | + 2 min 31 s     |
| 8. | Mikel Landa      | Spanien            | Soudal Quick-Step          | + 3 min 35 s     |
| 9. | Derek Gee        | Kanada             | Israel-Premier Tech        | + 4 min 02 s     |
| 10. | Matteo Jorgenson | Vereinigte Staaten | Team Visma \| Lease a Bike | + 4 min 03 s     |

| Punktewertung | Punktewertung     | Punktewertung | Punktewertung      | Punktewertung |
| Fahrer        | Fahrer            | Land          | Team               | Punkte        |
| ------------- | ----------------- | ------------- | ------------------ | ------------- |
| 1.            | Biniam Girmay     | Eritrea       | Intermarché-Wanty  | 224 P.        |
| 2.            | Jasper Philipsen  | Belgien       | Alpecin-Deceuninck | 128 P.        |
| 3.            | Jonas Abrahamsen  | Norwegen      | Uno-X Mobility     | 107 P.        |
| 4.            | Anthony Turgis    | Frankreich    | TotalEnergies      | 96 P.         |
| 5.            | Arnaud De Lie     | Belgien       | Lotto Dstny        | 92 P.         |
| 6.            | Bryan Coquard     | Frankreich    | Cofidis            | 86 P.         |
| 7.            | Arnaud Démare     | Frankreich    | Arkéa-B&B Hotels   | 73 P.         |
| 8.            | Fernando Gaviria  | Kolumbien     | Movistar Team      | 73 P.         |
| 9.            | Dylan Groenewegen | Niederlande   | Team Jayco AlUla   | 71 P.         |
| 10.           | Kévin Vauquelin   | Frankreich    | Arkéa-B&B Hotels   | 70 P.         |

| Bergwertung | Bergwertung         | Bergwertung            | Bergwertung                | Bergwertung |
| Fahrer      | Fahrer              | Land                   | Team                       | Punkte      |
| ----------- | ------------------- | ---------------------- | -------------------------- | ----------- |
| 1.          | Jonas Abrahamsen    | Norwegen               | Uno-X Mobility             | 33 P.       |
| 2.          | Tadej Pogačar       | Slowenien              | UAE Team Emirates          | 20 P.       |
| 3.          | Valentin Madouas    | Frankreich             | Groupama-FDJ               | 16 P.       |
| 4.          | Jonas Vingegaard    | Dänemark               | Team Visma \| Lease a Bike | 15 P.       |
| 5.          | Remco Evenepoel     | Belgien                | Soudal Quick-Step          | 12 P.       |
| 6.          | Stephen Williams    | Vereinigtes Königreich | Israel-Premier Tech        | 10 P.       |
| 7.          | Carlos Rodríguez    | Spanien                | Ineos Grenadiers           | 10 P.       |
| 8.          | Frank van den Broek | Niederlande            | Team dsm-firmenich PostNL  | 9 P.        |
| 9.          | Ion Izagirre        | Spanien                | Cofidis                    | 8 P.        |
| 10.         | Juan Ayuso          | Spanien                | UAE Team Emirates          | 8 P.        |

| Nachwuchswertung | Nachwuchswertung  | Nachwuchswertung       | Nachwuchswertung           | Nachwuchswertung |
| Fahrer           | Fahrer            | Land                   | Team                       | Zeit             |
| ---------------- | ----------------- | ---------------------- | -------------------------- | ---------------- |
| 1.               | Remco Evenepoel   | Belgien                | Soudal Quick-Step          | 35 h 43 min 15 s |
| 2.               | Juan Ayuso        | Spanien                | UAE Team Emirates          | + 1 min 43 s     |
| 3.               | Carlos Rodríguez  | Spanien                | Ineos Grenadiers           | + 1 min 58 s     |
| 4.               | Matteo Jorgenson  | Vereinigte Staaten     | Team Visma \| Lease a Bike | + 3 min 30 s     |
| 5.               | Santiago Buitrago | Kolumbien              | Bahrain Victorious         | + 5 min 20 s     |
| 6.               | Ben Healy         | Irland                 | EF Education-EasyPost      | + 6 min 42 s     |
| 7.               | Javier Romo       | Spanien                | Movistar Team              | + 11 min 06 s    |
| 8.               | Ilan Van Wilder   | Belgien                | Soudal Quick-Step          | + 16 min 06 s    |
| 9.               | Thomas Pidcock    | Vereinigtes Königreich | Ineos Grenadiers           | + 16 min 08 s    |
| 10.              | Maxim Van Gils    | Belgien                | Lotto Dstny                | + 20 min 54 s    |

| Mannschaftswertung | Mannschaftswertung         | Mannschaftswertung           | Mannschaftswertung |
| Team               | Team                       | Land                         | Zeit               |
| ------------------ | -------------------------- | ---------------------------- | ------------------ |
| 1.                 | UAE Team Emirates          | Vereinigte Arabische Emirate | 107 h 13 min 01 s  |
| 2.                 | Soudal Quick-Step          | Belgien                      | + 6 min 04 s       |
| 3.                 | Ineos Grenadiers           | Vereinigtes Königreich       | + 6 min 45 s       |
| 4.                 | Red Bull-Bora-Hansgrohe    | Deutschland                  | + 7 min 41 s       |
| 5.                 | Movistar Team              | Spanien                      | + 12 min 41 s      |
| 6.                 | Bahrain Victorious         | Bahrain                      | + 14 min 33 s      |
| 7.                 | Team Visma \| Lease a Bike | Niederlande                  | + 18 min 34 s      |
| 8.                 | EF Education-EasyPost      | Vereinigte Staaten           | + 23 min 40 s      |
| 9.                 | Lidl-Trek                  | Vereinigte Staaten           | + 33 min 04 s      |
| 10.                | Uno-X Mobility             | Norwegen                     | + 50 min 05 s      |

## Trivia
Die Schotterabschnitte um Troyes wurden erstmals im Rahmen der Tour de France Femmes 2022 auf der 4. Etappe befahren. Im Rahmen der Tour de France waren zuletzt Schotterpisten auf dem Plateau des Glières in den Jahren 2018 und 2020 Teil der Streckenführung.